# دايفيد كوهن
دايفيد كوهن (بالإنجليزية: David Samuel Cohen) (و. 1966  م) هو كاتب سيناريو، ومنتج أفلام، وكاتب، ومنتج منفذ أمريكي، ولد في نيويورك.

## التعليم
تعلم في جامعة هارفارد، وجامعة كاليفورنيا، بركلي.

## وصلات خارجية
- دايفيد كوهن على موقع IMDb (الإنجليزية)
- دايفيد كوهن على موقع ميوزك برينز (الإنجليزية)
- دايفيد كوهن على موقع إن إن دي بي (الإنجليزية)
- دايفيد كوهن على موقع قاعدة بيانات الفيلم (الإنجليزية)

- دايفيد كوهن في قاعدة بيانات الأفلام على الإنترنت